# Palast-Theater (Hannover)
Das Palast-Theater in Hannover, anfangs auch Palast-Lichtspiel, war rund acht Jahrzehnte bis Anfang des 21. Jahrhunderts eines der großen Traditions- und Premieren-Kinos der niedersächsischen Landeshauptstadt. Standort war die Bahnhofstraße 5 im (heutigen) Stadtteil Mitte.

## Geschichte
Zur Zeit der Weimarer Republik Anfang der 1920er Jahre wurde das Lichtspielhaus zunächst unter dem Namen Palast-Lichtspiele eröffnet. Zu den frühen Premieren zählte etwa 1929 die Uraufführung des Dokumentarfilms über die Bremen – Die Königin der Meere von Dietrich W. Dreyer.
Zur Zeit des Nationalsozialismus, spätestens mitten im Zweiten Weltkrieg, stand die Immobilie – laut dem Adressbuch der Stadt Hannover von 1941 – nun unter der Adresse Adolf-Hitler-Straße 5 – im Eigentum der Dea-Film GmbH & Co. Kurze Zeit später wurde das gesamte Gebäude während der Luftangriffe auf Hannover zerstört.
Nach dem Krieg wurde an derselben Stelle von dem Bauunternehmer Friedrich Mehmel, der schon zuvor Eigentümer der Nachbarimmobilie Bahnhofstraße 6 und 7 gewesen war, das Kinogebäude neu errichtet. Etwa zeitgleich produzierte der hannoversche Filmregisseur Rudolf Jugert 1947 sein erstes eigenes Regie-Debüt mit dem Streifen Film ohne Titel, mit dessen Uraufführung das nun Palast-Theater benannte Lichtspielhaus am 21. Februar 1948 seinen Spielbetrieb neu eröffnete. Das Publikum fand nun im Zentrum der Stadt einen Saalbau mit Balkon und rund 1000 Sitzplätzen vor, ein Grund, weshalb das Palast-Theater in der Bahnhofstraße mit den nur wenig später eröffneten Weltspielen in der Georgstraße zu den großen und bedeutendsten hannoverschen Premierenkinos zählte.
Insbesondere ab der Zeit der Wirtschaftswunderjahre wurde das Palast-Theater mehrfach modernisiert. So wurde etwa 1956 eine Cinemascope-Leinwand installiert sowie eine 4-Kanal-Magnetton-Anlage eingebaut. Nach einem Umbau konnte ein zusätzlicher, 47 Sitzplätze umfassender, Raum namens Prinzess für Vorstellungen speziell für Kinder angeboten werden.
Nachdem Friedrich Mehmel 1966 verstorben war, wechselte das Palast-Theater mehrfach den Besitzer. Insbesondere in Folge des großen „Kinosterbens“, ausgelöst durch die Verbreitung des Fernsehens in den 1960er und 1970er Jahren, geriet auch das Kino in der Bahnhofstraße in eine finanzielle Krise. Kurz nachdem 1981 die UFA-Theater AG des Filmkaufmanns Heinz Riech das hannoversche Großkino erworben hatte, sicherten Umbauten in den Jahren 1982 bis 1984 zum sogenannten „Schachtelkino“ mit dann insgesamt zwölf kleineren Sälen zunächst den weiteren Fortbestand des Filmbetriebes. Erst Anfang des 21. Jahrhunderts führte eine 2002 angemeldete Insolvenz des damaligen Eigentümers schließlich am 18. Juni 2003 zur Schließung des Traditionskinos. In der Folge wurde das Gebäude zu einem Büro- und Geschäftshaus umgebaut.